# 金子原二郎
金子原二郎（1944年5月8日—）是日本的政治家。在第一次岸田內閣與第二次岸田內閣擔任農林水產大臣。曾任長崎縣議會議員（3期）、眾議院議員（5期）、長崎縣知事（3期）、參議院議員（2期）。
預計將在2022年的第26屆参議院議員通常選舉之前退出政壇。

## 荣誉
- 旭日大绶章（2023年11月3日公布[3]）

## 外部鏈接
- 金子原二郎オフィシャルサイト （页面存档备份，存于）
- 金子原二郎オフィシャルFacebook （页面存档备份，存于）